# Đông Văn
Đông Văn là một xã thuộc thành phố Thanh Hóa, tỉnh Thanh Hóa, Việt Nam.

## Địa lý
Xã Đông Văn nằm ở phía tây thành phố Thanh Hóa, có vị trí địa lý:
- Phía đông giáp phường An Hưng
- Phía nam giáp các xã Đông Phú, Đông Quang
- Phía tây giáp xã Đông Yên và huyện Triệu Sơn
- Phía bắc giáp các phường Đông Thịnh, Đông Tân.

Xã Đông Văn có diện tích tự nhiên 6,58 km², quy mô dân số năm 2022 là 6.019 người, mật độ dân số đạt 915 người/km². Dân cư sinh sống tại Đông Văn chủ yếu là người Kinh.

## Lịch sử
Thời Nhà Nguyễn, xã Đông Văn thuộc tổng Quang Chiếu, huyện Đông Sơn, phủ Thiệu Hóa, gồm các làng: Mườn, Hón, Miếu Thôn (thuộc xã Trường Hựu), Y Xá, Văn Đoài, Thiều Sơn (thuộc xã Xích Lạc). Tên gọi xã Đông Văn có từ năm 1953.
Ngày 5 tháng 7 năm 1977, nhập 16 xã hữu ngạn sông Chu thuộc huyện Thiệu Hóa với huyện Đông Sơn thành huyện Đông Thiệu, xã Đông Văn thuộc huyện Đông Thiệu. Đến ngày 30 tháng 8 năm 1982, xã trở lại thuộc huyện Đông Sơn do huyện Đông Thiệu đổi tên thành.
Ngày 24 tháng 10 năm 2024, Ủy ban Thường vụ Quốc hội thông qua Nghị quyết số 1238/NQ-UBTVQH15 (có hiệu lực từ ngày 1 tháng 1 năm 2025). Theo đó, sáp nhập toàn bộ huyện Đông Sơn vào thành phố Thanh Hóa, xã Đông Văn thuộc thành phố Thanh Hóa.

## Hành chính
Xã Đông Văn được chia thành 7 thôn: Văn Bắc, Văn Châu, Văn Đoài, Văn Nam, Văn Thắng, Văn Thịnh, Văn Trung.

## Văn hóa
- Nghè Miếu Thôn thờ thần Bảo Triện hiển ứng
- Đền thờ Hoàng giáp Thiều Quy Linh (thế kỉ XVI)
- Đền thờ, bia ký quan Bố Hạ.[6]